# Sportgymnasium Halle (Saale)
Das Sportgymnasium Halle ist eine allgemeinbildende Schule mit Internat in der Trägerschaft der Stadt Halle (Saale) und befindet sich in der Nähe des Pestalozziparks – in unmittelbarer Nähe des Erdgas Sportpark Halle – hat den Status einer Eliteschule des Sports, welche aus der Kinder- und Jugendsportschule Friedrich Engels  entstand. Derzeit hat es etwa 390 Schüler. Die Sportschule gliedert sich in ein Gymnasium und eine Sekundarschule.

## Geschichte
1955 erhielt die damalige Friedrich-Engels-Oberschule in der Friesenstraße in Halle den Status einer Kinder- und Jugendsportschule. Am 1. April 1968 bezog sie ein neues Internatsgebäude an der Robert-Koch-Straße, dem im März ein neues Schulgebäude sowie später Schwimmhalle, Lauf- und Turnhalle sowie ein Leichtathletikstadion folgten. Die Sportschule in Halle brachte zahlreiche Leistungsträger des DDR-Sports hervor. Bis 1989 errangen Schüler und ehemalige Schüler der Schule bei Olympischen Spielen, Welt- und Europameisterschaften 49 Gold-, 45 Silber- und 41 Bronzemedaillen. Nach der Wende wurde die Kinder- und Jugendsportschule zum 11. September 1991 in ein Sportgymnasium mit angegliederter Sportsekundarschule umgewandelt und heißt nun „Sportschulen Halle“.

## Ehemalige Schüler
- Basketball: Karolin Holtz
- Fußball: Robert Müller
- Judo: Claudia Malzahn
- Leichtathletik: Waldemar Cierpinski, Bernhard Hoff, Ilke Wyludda,
- Rudern: Wolfgang Hönig, Rüdiger Reiche, Thomas Lange, Christian Schreiber
- Schwimmen: Kornelia Ender, Karin Beyer, Carmela Schmidt, Torsten Spanneberg, Paul Biedermann, Daniela Schreiber, Theresa Michalak
- Turnen: Matthias Fahrig
- Wasserspringen: Rolf Sperling, Martina Jäschke, Ute Wetzig, Andreas Wels, Katja Dieckow